# Савастру Дмитро Георгійович
Дмитро Георгійович Савастру (1983—2022) — старший лейтенант збройних сил України, учасник російсько-української війни.

## Життєпис
Народився 18 січня 1983 року в селі Утконосівка Одеської області. Закінчив місцеву школу. Потім навчався в Одесі.
Під час повномасштабного вторгнення був командиром десантно-штурмового взводу десантно-штурмової роти.
Загинув 1 липня 2022 року. Довгий час вважався зниклим безвісти.

## Нагороди
- Орден Богдана Хмельницького III ступеня[2].